# Nashat Akram
Nashat Akram Ali (en árabe: نشأت اكرم‎; n. Al Hillah, Irak, el 12 de septiembre de 1984) es un exfutbolista internacional iraquí. Jugaba de centrocampista.

## Biografía
Nashat Akram empezó su carrera futbolística en su país natal, en las categorías inferiores del Al-Zawraa. En 1999 debuta con el Salahaddin FC y en el 2000 pasa a formar parte del Al-Shorta con solo 16 años. En su primera temporada el club queda tercero en la Iraq Super League, puesto que repetirá al año siguiente. En 2003 consigue quedar segundo en el campeonato de liga a tan solo un punto del campeón, el Al-Zawraa; además llega a la final de la Copa de Irak, título que finalmente fue a parar al Al-Talaba. Con este equipo se proclama campeón de la Umm Al Ma’arak Cup en tres ocasiones.
En 2003 emigra a Arabia Saudita para fichar por el Al-Nasr, con el que gana una Copa Internacional de Damasco. Al final de la temporada decide abandonar el club debido a varios retrasos e impagos en su salario.
Al año siguiente se une al Al-Shabab. Ayuda al equipo a conquistar el título de Liga en 2006, siendo elegido Mejor jugador del campeonato.
En 2007 el Sunderland se interesa por él, pero finalmente no se finalizó el fichaje, así que el 1 de agosto decide fichar por el Al-Ain FC. En enero el Manchester City intenta ficharlo, pero le es denegado el permiso de trabajo en el Reino Unido. Ese mismo Akram quedó tercero en las votaciones para el premio Futbolista del año en Asia, por detrás del ganador, Yasser Al-Qahtani, y de Younis Mahmoud.
En 2008 firma un contrato con el Al-Gharrafa qatarí. Su debut con este equipo se produjo el 27 de abril en un partido de la Qatar Crown Prince Cup contra el Al-Arabi Sports Club (4-3).
El 19 de mayo de 2009 emigró a los Países Bajos para unirse al FC Twente.

## Selección nacional

### Categorías inferiores
Conquistó el Campeonato Juvenil de la AFC 2000.
Participó en la Copa Mundial de Fútbol Juvenil de 2001, donde disputó el partido Irak 0-3 Canadá. En ese encuentro Nashat Akram saltó al terreno de juego en el minuto 61 sustituyendo a su compatriota Mohannad Shitach. Irak no pudo pasar de la fase de grupos en ese torneo.
Formó parte del equipo olímpico que participó en el Torneo masculino de fútbol en los Juegos Olímpicos de Atenas 2004 y que llegó a semifinales. Nashat Akram disputó tres partidos, contra Paraguay, Costa Rica y Portugal.

### Selección absoluta
Ha sido internacional con la Selección de fútbol de Irak en 74 ocasiones. Su debut con la camiseta nacional se produjo el 5 de octubre de 2001 en el partido de Clasificación para el Mundial 2002 Irak 1-2 Arabia Saudita, cuando saltó al terreno de juego en el minuto 85 sustituyendo a su compatriota Taiseer Mohammad
Participó en la Copa Asiática 2004, quedando en tercer lugar. Con su selección ganó la Copa Asiática 2007. En ese torneo disputó todos los encuentros (7) y marcó dos goles.
Akram tiene el récord con la mayor cantidad de partidos jugados con su selección con un total de 109.

## Clubes
| Club          | País                   | Año       |
| ------------- | ---------------------- | --------- |
| Salahaddin FC | Irak                   | 1999-2000 |
| Al-Shorta     | Irak                   | 2000-2003 |
| Al-Nasr       | Arabia Saudita         | 2003-2004 |
| Al-Shabab     | Arabia Saudita         | 2004-2007 |
| Al-Ain FC     | Arabia Saudita         | 2007      |
| Al-Gharrafa   | Catar                  | 2008-2009 |
| FC Twente     | Países Bajos           | 2009-2010 |
| Al-Warkah     | Catar                  | 2010-2011 |
| Lekhwiya      | Catar                  | 2011      |
| Al-Warkah     | Catar                  | 2012      |
| Al-Nasr       | Emiratos Árabes Unidos | 2012-2013 |
| Al-Shorta     | Irak                   | 2013-2014 |
| Dalian Aerbin | China                  | 2014      |
| Al-Shorta     | Irak                   | 2014      |
| Erbil SC      | Irak                   | 2015      |

## Títulos
- 1 Campeonato Juvenil de la AFC, (Selección iraquí sub-19, 2000)
- 3 Umm Al Ma’arak Cup (Al-Shorta; 2000, 2001 y 2003)
- 1 Copa Internacional de Damasco (Al-Nasr, 2004)
- 1 Liga Saudí (Al-Shabab, 2006)
- 1 Copa Asiática (Selección iraquí, 2007)
- Mejor jugador de la Liga de Arabia Saudita (2006)